# Хром
Хром — хімічний елемент, із символом Cr і атомним номером 24, перший елемент шостої групи.

## Історія
У 1766 році в околицях Єкатеринбурга був виявлений мінерал, який отримав назву «сибірський червоний свинець», PbCrO4. Сучасна назва — крокоїт. У 1797 французький хімік Л. Н. Воклен виділив з нього новий тугоплавкий метал (найімовірніше Воклен отримав карбід хрому).

## Походження назви
Назва походить від грец. χρωμα — «колір», завдяки яскравій забарвленості його сполук.

## Загальний опис
Хром — це сталево-сірий, блискучий, твердий та крихкий метал, що має високу температуру плавлення. Назва елемента походить від грецького слова «chrōma» (χρώμα), що означає кольоровий, оскільки багато його сполук інтенсивно забарвлені.
Оксид хрому використовували китайці в династії Цінь ще 2000 років тому для покриття металевої зброї. Хром був виявлений як елемент після того, як у поле зору західного світу потрапив червоний кристалічний мінерал крокоїт (хромат свинцю (II) хромату), виявлений у 1761 році. Спочатку використовувався як пігмент. Луї Ніколя Воклен першим виділив металевий хром з мінералу в 1797 році.
Металічний хром та сплав ферохрому добувається з хромітів силікотермічною чи алюмінотермічною реакцію. Хром має високий корозійний опір і твердість. Його додають при виробництві нержавіючої сталі. Цей процес, разом з хромуванням, складають 85 % комерційного використання елемента.
Тривалентний іон хрому, можливо, знаходиться у слідових кількостях в ліпідіах, хоча це питання залишається в дебатах. У великих кількостях сполуки металу можуть бути токсичними та канцерогенними. Найвідомішим прикладом токсичної сполуки є шестивалентний хром (Cr(VI)).

## Поширеність

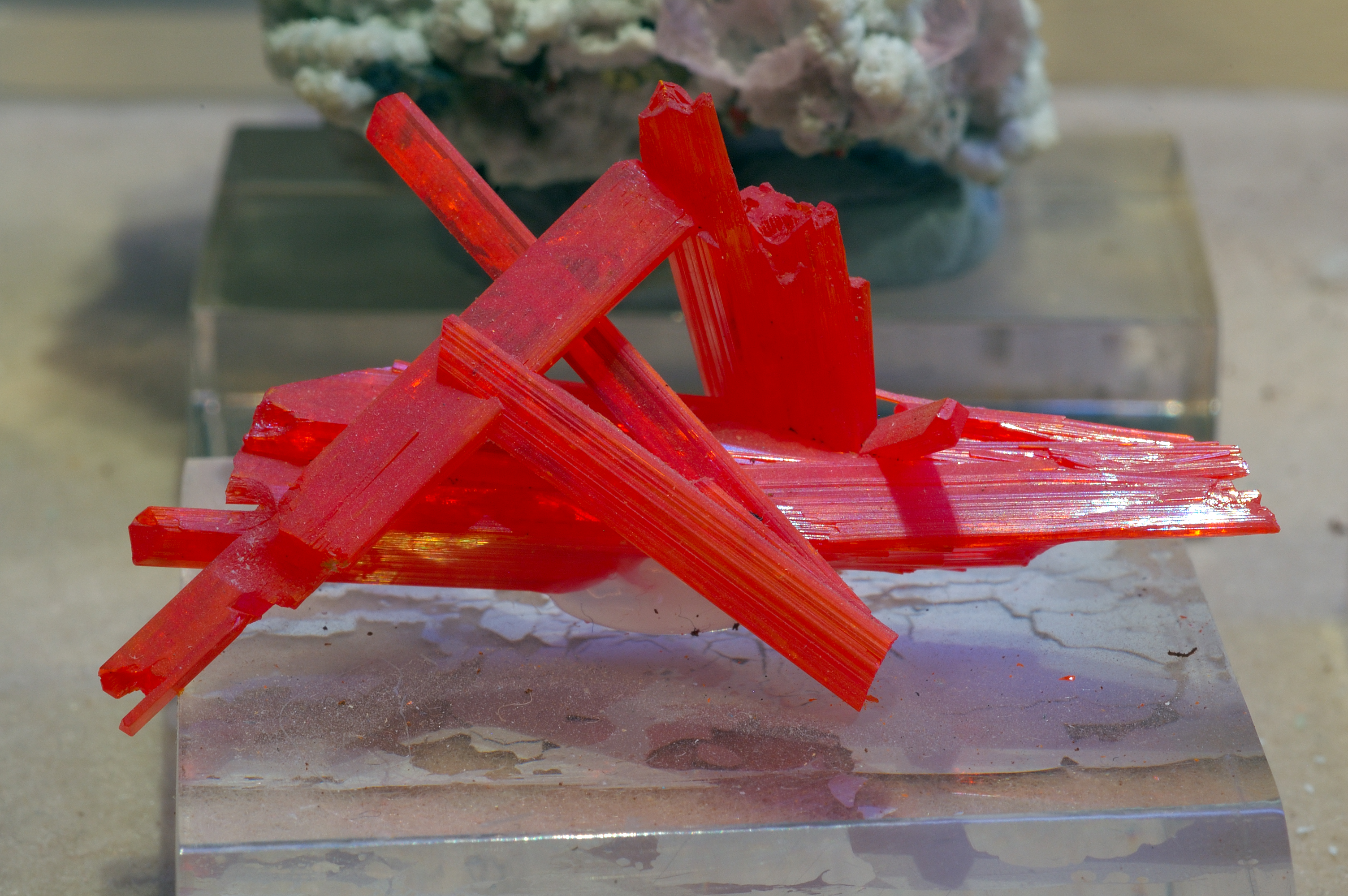
Крокоїт (PbCrO_{4})

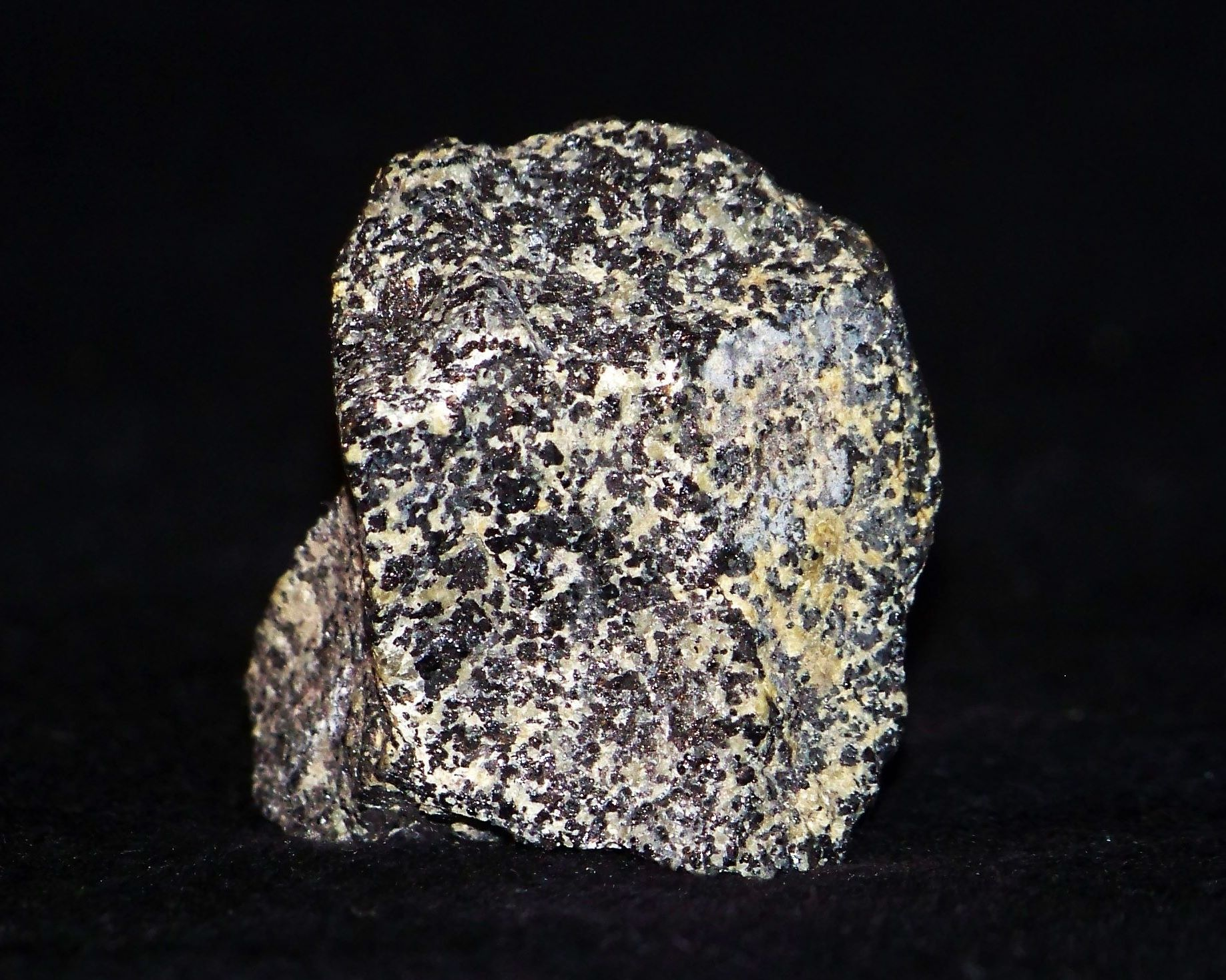
хромітна руда

Хром — 24-й елемент за поширеністю у земній корі із середньою концентрацію 100 частин на мільйон. Сполуки хрому перебувають в навколишньому середовищі внаслідок ерозії хромсовмісних порід або вивержень вулканів. Діапазон концентрацій у ґрунті становить від 1 до 300 мг/кг, у морській воді від 5 до 800 мкг/л, у річках та озерах 26 мкг/літр до 5,2 мг/л.
Метал видобувають з хроміту (FeCr2O4). Близько двох п'ятих хромітових руд і концентратів у світі виробляються в Південній Африці. Видобуванням хромітів також займається Казахстан, Індія, Росія і Туреччина. Нерозвинені родовища хромітів зосереджені в Казахстані та Південній Африці.
Хоч і рідко, існують поклади самородного хрому. У Росії виробляються зразки самородного металу. У шахті «Удачній», багатій на кімберліт та діаманти у відновному середовищі добувається елементарний хром і алмаз.

## Фізичні властивості
У вільному вигляді хром — сірий метал з кубічною об'ємно-центрованою ґраткою, а = 0,28845 нм.
Це єдина елементарна тверда сполука, яка виявляє антиферомагнітні властивості при кімнатній температурі (і нижче). При температурі вище 38 °C він перетворюється на парамагнетик.
Хром має твердість за шкалою Мооса 5, найтвердіший із чистих металів. Дуже чистий хром достатньо добре піддається механічній обробці.
Металічний хром на повітрі пасивує під дією кисню, утворюючи тонкий захисний шар поверхневого оксиду. Шар, що складається лише з кількох атомів завтовшки, є дуже щільним і, на відміну від заліза або нелегованої сталі, запобігає дифузії кисню в матеріал та виникненню іржі. Пасивація може бути підвищена шляхом короткочасного контакту з такою кислотою-окисником як азотна. Протилежний ефект досягається при обробці сильним відновником, який руйнує захисний оксидний шар на металі. Хром, оброблений таким способом, легко розчиняється в навіть в слабких кислотах.

## Ізотопи
Природний хром складається з трьох стабільних ізотопів: 52Cr, 53Cr і 54Cr; 52 Cr є найпоширенішим (83,789 %). Із 19 досліджених радіоізотопів найстабільнішим є 50Cr з періодом напіврозпаду більше 1,8 × 1017 років, а для 51Cr період напіврозпаду становить 27,7 днів. Усі інші радіоактивні ізотопи мають періоди напіврозпаду менше 24 годин, більшість з них мають — менше 1 хвилини. Цей елемент також має 2 метастани.
Всього відомо 25 ізотопів хрому з 42Cr по 67Cr.

## Хімічні властивості
Хром є елементом перехідних металів, перший елемент шостої групи. Хром (0) має електронну конфігурацію 4s13d5. Метал володіє широким спектром можливих окиснення, де +3 є найбільш енергетично стабільним, тому сполуки Хрому +3 і +6 характерніші, у той час як +1, +4 і +5 — рідкісні.
| Ступені окиснення | Ступені окиснення |
| ----------------- | ----------------- |
| 0                 | Cr(C6H6)2         |
| +1                | K3[Cr(CN)5NO]     |
| +2                | CrCl2             |
| +3                | CrCl3             |
| +4                | K2CrF6            |
| +5                | K3CrO8            |
| +6                | K2CrO4            |

Нижче наведена Діаграма Пурбе для хрому в чистій воді, соляній кислоті або гідроксиді натрію:

### Проста речовина

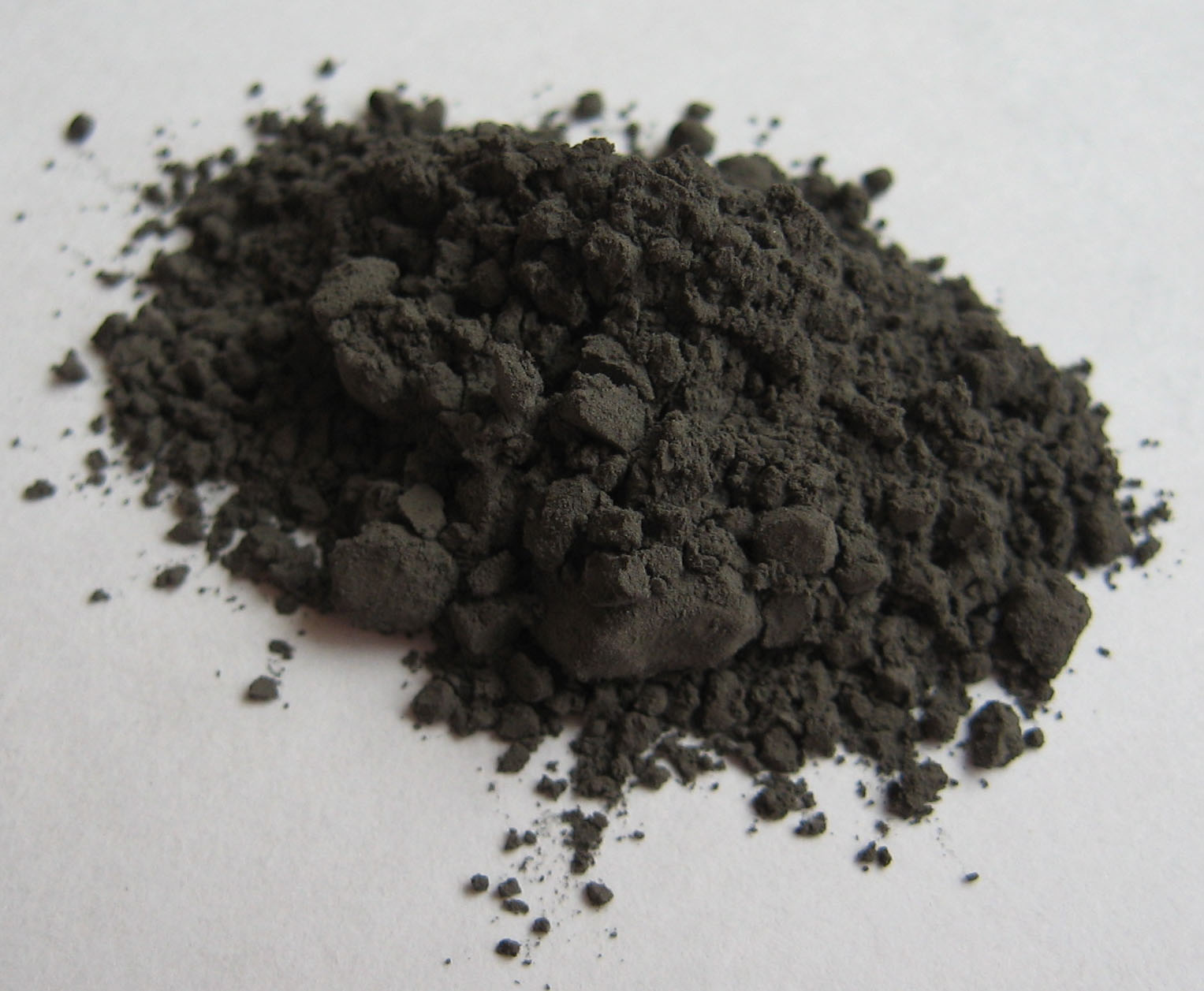
Нітрид хрому Cr_{3}N_{2}

Стійкий на повітрі за рахунок пасивації, не реагує з нітратною кислотою. З хлоридною кислотою в інертному середовищі взаємодіє, окиснюючись до двохвалентного хлориду. Реакція з концентрованою сульфатною кислотою протікає наступним чином:
{\displaystyle \mathrm {2\ Cr+6\ H_{2}SO_{4}\longrightarrow } }  {\displaystyle \mathrm {\ Cr_{2}(SO_{4})_{3}+2\ SO_{2}+6\ H_{2}O\ } }
При 2000 ° C згоряє з утворенням зеленого оксиду хрому(III) Cr2O3, що володіє амфотерними властивостями. Синтезовано сполуки хрому з бором (бориди Cr2B, CrB, Cr3B4, CrB2, CrB4 та Cr5B3), з вуглецем (карбіди Cr23C6, Cr7C3 та Cr3C2), з кремнієм (силіциди Cr3Si, Cr5Si3 і CrSi) і азотом (нітриди CrN і Cr2N).

### Сполуки хрому (+2)
Ступені окиснення +2 відповідає основний оксид CrO чорного кольору. Солі Cr2+ (розчини блакитного кольору) утворюються при відновленні солей Cr3+ або дихроматів цинком в кислому середовищі (воднем в момент виділення):
{\displaystyle \mathrm {2Cr^{3+}{\xrightarrow[{Zn,HCl}]{[H]}}2Cr^{2+}} }
Солі Cr2+ — сильні відновники, при стоянні витісняють водень із води. Киснем повітря, особливо в кислому середовищі, Cr2+ окиснюється, внаслідок чого блакитний розчин швидко зеленіє:
{\displaystyle \mathrm {4\ CrSO_{4}+2\ H_{2}SO_{4}+O_{2}\longrightarrow } }  {\displaystyle \mathrm {\ Cr_{2}(SO_{4})_{3}+2\ H_{2}O\ } }
Коричневий або жовтий гідроксид Cr(OH)2 осідає при додаванні лугів до розчинів солей хрому(II).
Синтезовано дигалогеніди CrF2, CrCl2, CrBr2 та CrI2.

### Сполуки хрому (+3)

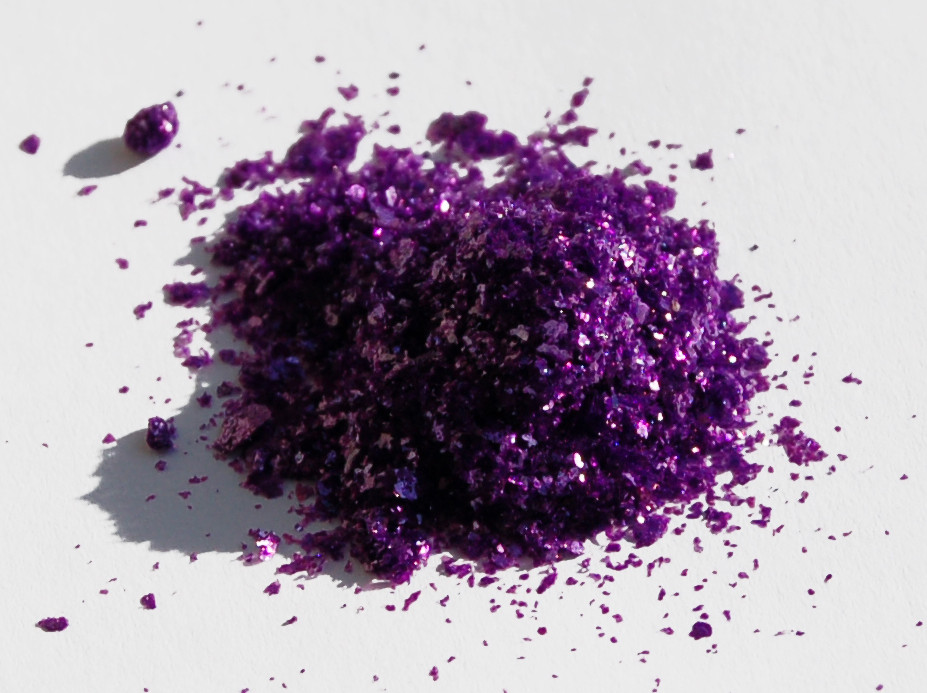
Хлорид хрому(III)

Ступені окиснення +3 відповідає амфотерний оксид Cr2O3 та гідроксид Cr(OH)3 (обидва зеленого кольору). Це найстійкіша ступінь окиснення для хрому. Його сполуки мають колір від брудно-лілового (іон [Cr(H2O) 6]3+) до зеленого (в координаційній сфері присутні аніони).
Cr3+ схильний до утворення подвійних сульфатів виду MICr(SO4) 2·12H2O (галунів)
Гідроксид хрому(III) отримують, діючи амоніаком на розчини солей хрому(III) :
{\displaystyle \mathrm {Cr^{3+}+3NH_{3}+3H_{2}O\rightarrow Cr(OH)_{3}\downarrow +3NH_{4}^{+}} }
Можна використовувати розчини лугів, але при їх надлишку утворюється розчинний гідроксокомплекс:
{\displaystyle \mathrm {Cr^{3+}+3OH^{-}\rightarrow Cr(OH)_{3}\downarrow } }
{\displaystyle \mathrm {Cr(OH)_{3}+3OH^{-}\rightarrow [Cr(OH)_{6}]} }
При сплавлянні Cr2O3 з лугами отримують хроміти:
{\displaystyle \mathrm {Cr_{2}O_{3}+2NaOH\rightarrow 2NaCrO_{2}+H_{2}O} }
Непрожарений оксид хрому(III) розчиняється в лужних розчинах і в кислотах:
{\displaystyle \mathrm {Cr_{2}O_{3}+6HCl\rightarrow 2CrCl_{3}+3H_{2}O} }
При окисненні сполук хрому(III) в лужному середовищі утворюються сполуки хрому(VI):
{\displaystyle \mathrm {2Na_{3}[Cr(OH)_{6}]+3H_{2}O_{2}\rightarrow 2Na_{2}CrO_{4}+2NaOH+8H_{2}O} }
Те ж саме відбувається при сплавленні оксиду хрому(III) з лугом та окислювачами, або з лугом на повітрі (розплав при цьому набуває жовтого забарвлення):
{\displaystyle \mathrm {2Cr_{2}O_{3}+8NaOH+3O_{2}\rightarrow 4Na_{2}CrO_{4}+4H_{2}O} }

### Сполуки хрому (+4)
При обережному розкладанні оксиду хрому(VI) CrO3 в гідротермальних умовах отримують оксид хрому(IV) CrO2, який є феромагнетиком і має металеву провідність.
Серед тетрагалогенідів хрому стійким є тетрафторид CrF4, а тетрахлорид хрому CrCl4 існує лише в парах.

### Сполуки хрому (+6)

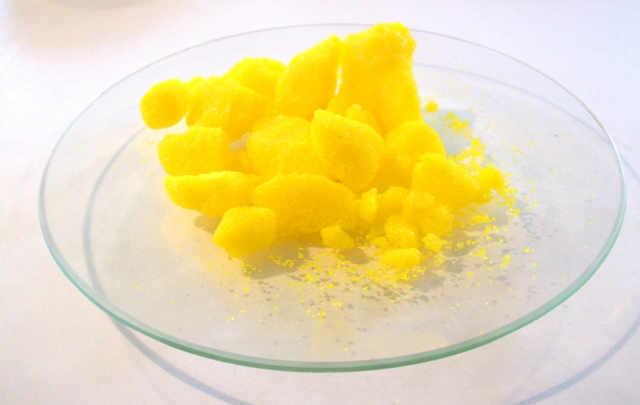
Хромат натрію

Ступені окислення +6 відповідає кислотний оксид хрому(VI) CrO3 та цілий ряд кислот, між якими існує рівновага. Найпростіші з них — хроматна H2CrO4 та дихроматна H2Cr2O7. Вони утворюють два ряди солей: жовті хромати та помаранчеві дихромати відповідно.
Оксид хрому(VI) CrO3 утворюється при взаємодії концентрованої сірчаної кислоти з розчинами дихроматів. Типовий кислотний оксид, при взаємодії з водою він утворює сильні нестійкі хромові кислоти: хромову H2CrO4, дихромову H2Cr2O7 та інші ізополікислоти із загальною формулою H2CrnO3n+1. Збільшення ступеня полімеризації відбувається зі зменшенням рН, тобто збільшенням кислотності:
{\displaystyle \mathrm {2CrO_{4}^{2-}+2H^{+}\rightarrow Cr_{2}O_{7}^{2-}+H_{2}O} }
Але якщо до помаранчевого розчину K2Cr2O7 прилити розчин лугу, забарвлення знову переходить в жовте, оскільки знову утворюється хромат K2CrO4:
{\displaystyle \mathrm {Cr_{2}O_{7}^{2-}+2OH^{-}\rightarrow 2CrO_{4}^{2-}+H_{2}O} }
До високого ступеня полімеризації, як це відбувається у вольфраму та молібдену, не доходить, оскільки поліхромова кислота розпадається на оксид хрому(VI) і воду:
{\displaystyle \mathrm {H_{2}Cr_{n}O_{3n+1}\rightarrow H_{2}O+nCrO_{3}} }
Розчинність хроматів приблизно відповідає розчинності сульфатів. Зокрема, жовтий хромат барію BaCrO4 випадає при додаванні солей барію як до розчинів хроматів, так і до розчинів дихроматів:
{\displaystyle \mathrm {Ba^{2+}+CrO_{4}^{2-}\rightarrow BaCrO_{4}\downarrow } }
{\displaystyle \mathrm {2Ba^{2+}+Cr_{2}O_{7}^{2-}+H_{2}O\rightarrow 2BaCrO_{4}\downarrow +2H^{+}} }
Відомі пентафторид хрому CrF5 та малостійкий гексафторид хрому CrF6. Також отримані леткі оксогалогеніди хрому CrO2F2 та CrO2Cl2.
Сполуки хрому(VI) — сильні окисники, наприклад:
{\displaystyle \mathrm {K_{2}Cr_{2}O_{7}+14HCl\rightarrow 2CrCl_{3}+2KCl+3Cl_{2}\uparrow +7H_{2}O} }
Додавання до дихромату перекису водню, сірчаної кислоти та органічного розчинника (етеру) призводить до утворення синього пероксиду хрому CrO5L (L — молекула розчинника), який екстрагується в органічний шар; ця реакція використовується як аналітична.
{\displaystyle \mathrm {\ K_{2}Cr_{2}O_{7}+4\ H_{2}O_{2}+\ H_{2}SO_{4}\longrightarrow } }  {\displaystyle \mathrm {2\ CrO_{5}\cdot (C_{2}H_{5})_{2}O+\ K_{2}SO_{4}+5\ H_{2}O} }

## Отримання

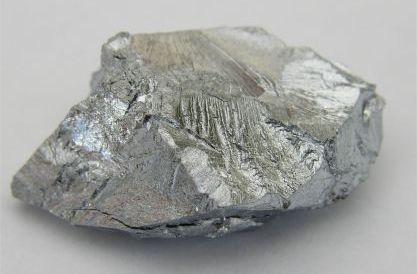
Злиток хрому добутий алюмотермічно

Хроміт заліза (хромистий залізняк) при 1200 °C перетворюють в хромат:
{\displaystyle \mathrm {4\ FeCr_{2}O_{4}+8\ Na_{2}CO_{3}+7\ O_{2}\longrightarrow } }  {\displaystyle \mathrm {8\ Na_{2}CrO_{4}+2\ Fe_{2}O_{3}+8\ CO_{2}\ } }
Хромат розчиняють у воді і сірчаною кислотою переводять у дихромат:
{\displaystyle \mathrm {2\ Na_{2}CrO_{4}+H_{2}SO_{4}\longrightarrow } }  {\displaystyle \mathrm {Na_{2}Cr_{2}O_{7}+Na_{2}SO_{4}+H_{2}O\ } }
Дихромат натрію кристалізується при охолоджені як дигідрат. При наступному відновленні вуглецем отримують оксид хрому(III):
{\displaystyle \mathrm {Na_{2}Cr_{2}O_{7}\cdot 2\ H_{2}O+2\ C\longrightarrow } }  {\displaystyle \mathrm {Cr_{2}O_{3}+Na_{2}CO_{3}+2\ H_{2}O+CO\ } }
У кінцеві стадії відновлюють хром алюмотермічно:
{\displaystyle \mathrm {Cr_{2}O_{3}+2\ Al\longrightarrow Al_{2}O_{3}+2\ Cr\ } }

## Застосування
На початку XIX ст. сполуки хрому використовувалися як вогнетривкий матеріал для футерування металургійних печей, отримання фарб і дублення шкіри. Наприкінці XIX ст. хром почали широко використовувати для легування сталі. Сьогодні основним споживачем хромітів є металургійна промисловість (65 %), значно менше — промисловість вогнетривів (18 %) і хімічна (17 %) промисловість. Хром — один з основних компонентів неіржавної жароміцної, кислототривкої сталі і важливого інгредієнта корозійностійких і жароміцних суперсплавів. Добавка ферохрому (65–70 % Cr, 5–7 % С, інше — Fe) або чарж-хрому (54 % Cr, 6–7 % С, інше Fe) до сталей підвищує їх в'язкість, твердість і антикорозійні властивості (нержавіючі, жароміцні, кислототривкі, інструментальні і інші види сталей). Сплави хрому з кобальтом, вольфрамом або молібденом використовуються як антикорозійні покриття (хромування). Штучний радіоактивний ізотоп 51Cr — ізотопний індикатор. Сполуки хрому застосовують як фарби, окисники, дубильні речовини, протрави при фарбуванні.
Хром та його аналоги широко використовують як легувальні додатки до спеціальних неіржавних сталей, які містять більше 10 % хрому. При меншому вмісті хрому сталь набуває значної міцності та твердості. Сплав нікелю з хромом ніхром (80 % Ni, 20 % Cr) має високу температуру плавлення, його використовують в нагрівальних елементах печей, які дають можливість досягти температури +1100 °C.

## Біологічна роль

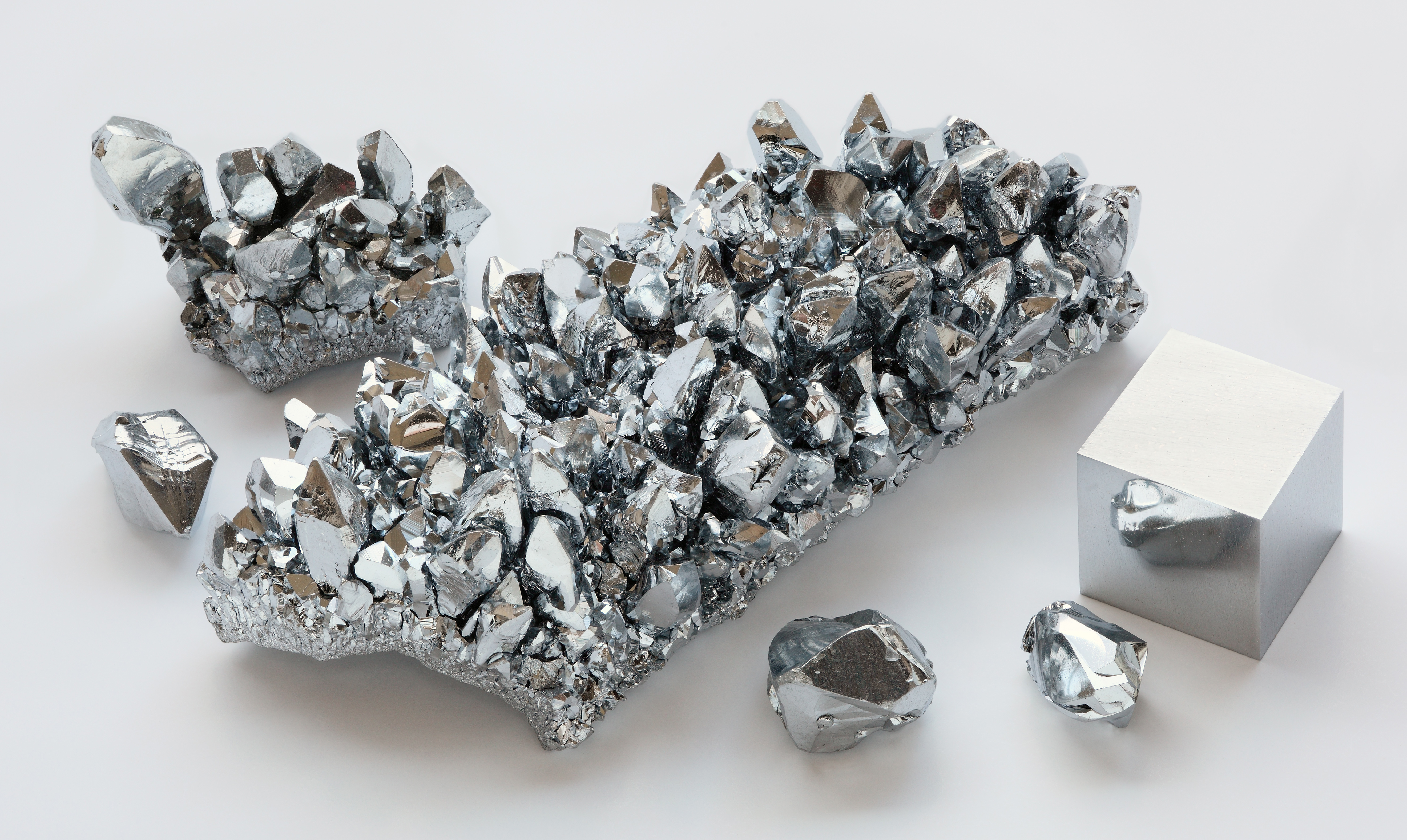
Кристали хрому і куб 1 см³ для порівняння

Хром відіграє важливу біологічну роль в організмі людини. Він позитивно впливає на процеси кровотворення, а також на ферментативні системи. У складі ферменту трипсину хром бере участь у процесі травлення. Вчені встановили, що вилучення хрому з харчового раціону тварин приводить до підвищення у крові та сечі глюкози. Додавання хрому до їжі хворим на діабет нормалізує вуглеводний обмін. Хром в організм людини потрапляє з такими харчовими продуктами, як соя, кукурудзяна та вівсяна крупи. Добова потреба організму в хромі становить 5–10 мг.